# Martha Osamor
Martha Osamor, baronne Osamor, née le 24 septembre 1940 à Delta, est une femme politique membre du Parti travailliste britannique et nigériane, pair à vie, militante communautaire et des droits civiques. Elle est la mère de Kate Osamor. 

## Biographie
Née Martha Otito Osantor dans l'État du Delta, au Nigeria, elle s'installe au Royaume-Uni en 1963 pour rejoindre son mari qui étudie alors à Londres. Osamor et son mari se sont installés à Tottenham, où ils ont quatre enfants. Son mari est décédé subitement en 1975. 
Elle est cofondatrice du United Black Women's Action Group (UBWAG). De 1977 à 1997, Osamor travaille au Tottenham Law Center (maintenant appelé Harringey Law Centre) et pendant ce temps, fait partie de l'association des mères de la Broadwater Farm Youth sur le lotissement voisin de Broadwater Farm. 
De 1986 à 1990, elle est conseillère travailliste représentant le quartier Bruce Grove dans l'arrondissement londonien de Haringey. 
À la suite de l'émeute de Broadwater Farm, Osamor et Dolly Kiffin organisent la « première manifestation des droits civils jamais organisée en Grande-Bretagne » le 3 octobre 1987 et écrivent un manifeste du mouvement pour les droits civils et la justice. Elle est membre fondatrice de la Broadwater Farm Defence Campaign. 
Osamor est proposée par des militants du parti travailliste de Vauxhall lors de la sélection d'un candidat à l'élection partielle de 1989, mais elle n'est pas retenue par le comité exécutif national du parti travailliste. Kate Hoey est choisie comme éventuelle candidate travailliste. 
Le 26 novembre 2018, elle devient baronne Osamor, de Tottenham dans le quartier londonien de Haringey et d'Asaba en République du Nigéria,. 
La baronne Osamor est la mère de la députée travailliste Kate Osamor. 